# Molen van Berntsen
De Molen van Berntsen (ook: Loerbeekse molen, opvolger van  Molen Ten Bensel) was een beltmolen in Loerbeek in de Gelderse gemeente Montferland. 

## Geschiedenis
Deze korenmolen werd gebouwd in 1844. Molenaar was Johannes Wilhelmus ten Bensel uit Suderwick, hij was molenaarsknecht in Duiven geweest en trouwde in 1847 met Theodora Diks uit Beek. De eerste molen op deze plek was gebouwd rond 1841 door Johannes F. Boubaij, maar deze achtkantige molen werd al in 1842, nog tijdens de bouw, door brand in de as gelegd. 
In 1919 nam de familie Berntsen het bedrijf over van de familie ten Benzel. In 1922 werden het binnenwerk en de kap van de 'Loerbeekse molen' wederom door brand verwoest, waarna er een motorhuisje werd bijgebouwd om het maalbedrijf elektrisch te kunnen voortzetten. In het motorhuis draaide een dieselmotor, die de elektriciteit opwekte. Aandrijving gebeurde al sinds 1895 op stoom en sinds 1900 op benzine. Het complex aan de Doetinchemseweg 4 werd na de Tweede Wereldoorlog gebruikt door een tak van de familie uit Wehl met een handel in graan, kunstmest en mengvoeders. Harry Berntsen, die ernaast woonde, overleed op 12 juli 2005. 
De sterk vervallen molenstomp en het motorhuis zijn sinds 2002 aangewezen als gemeentelijk monument. Plannen uit 2012 voor renovatie en vestiging van woningen werden door de gemeente positief ontvangen maar zijn in 2019 nog niet in aanvang genomen.

## Afbeeldingen

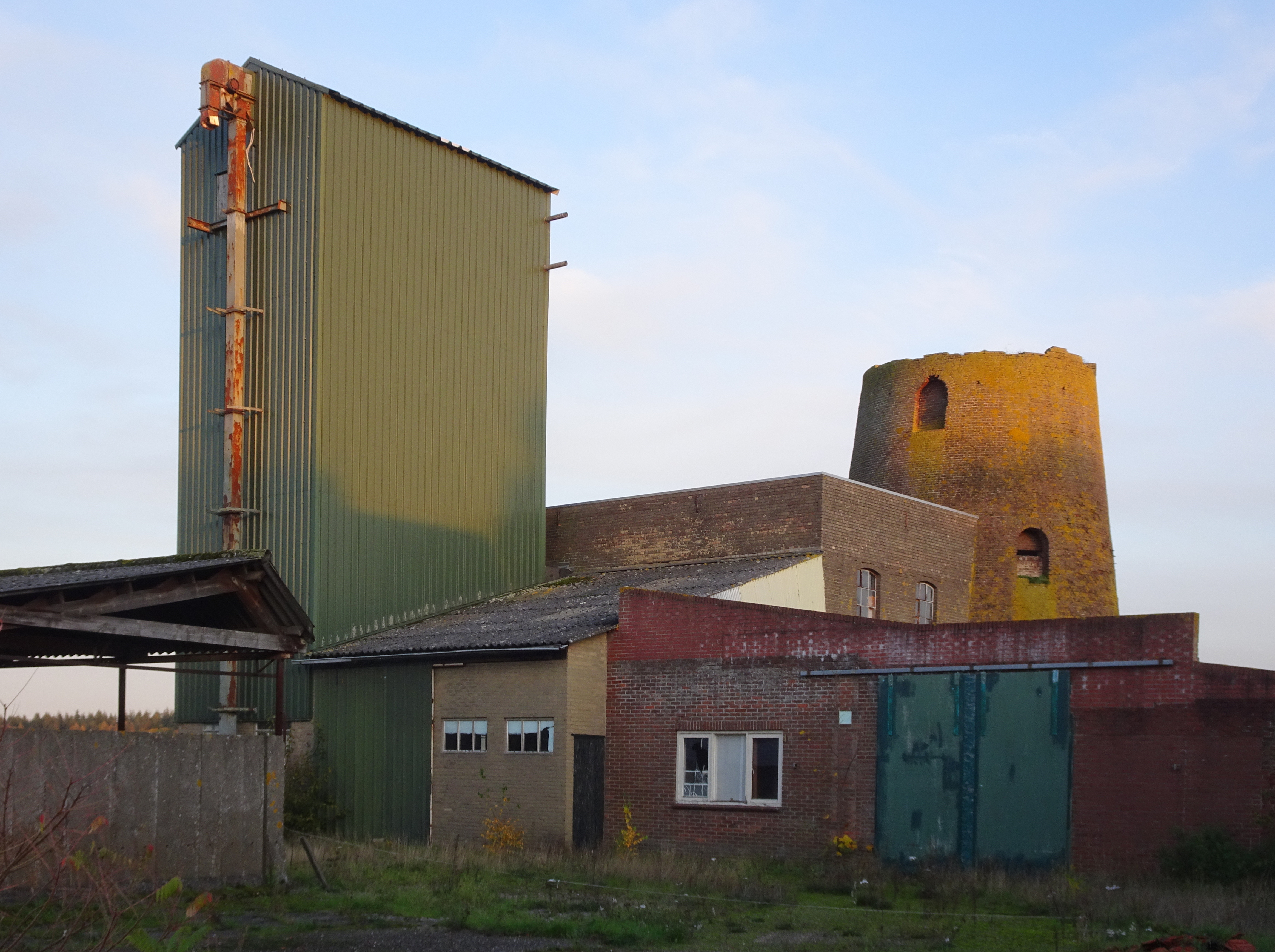
overzicht silo en schuren
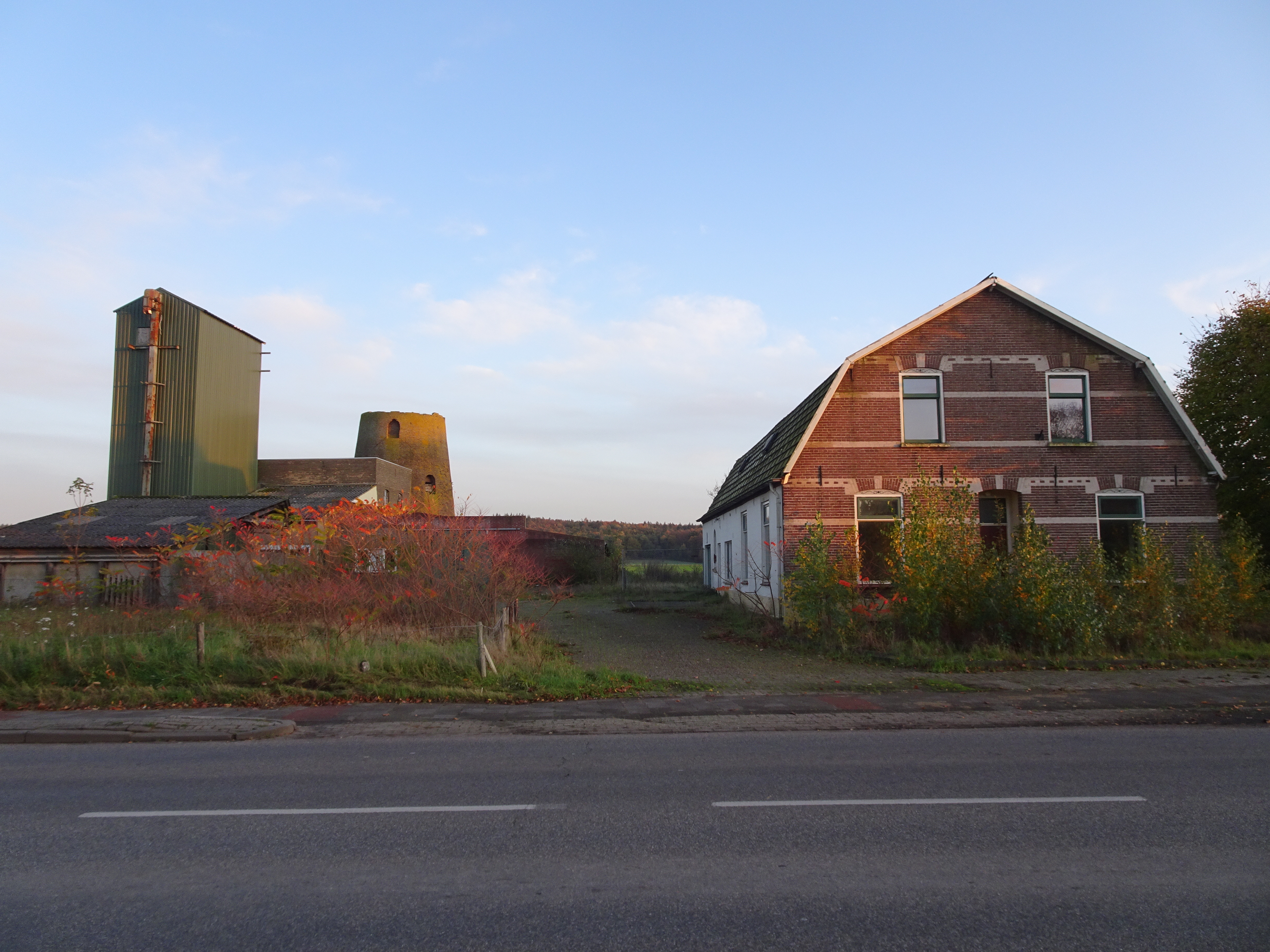
oprit Doetinchemseweg
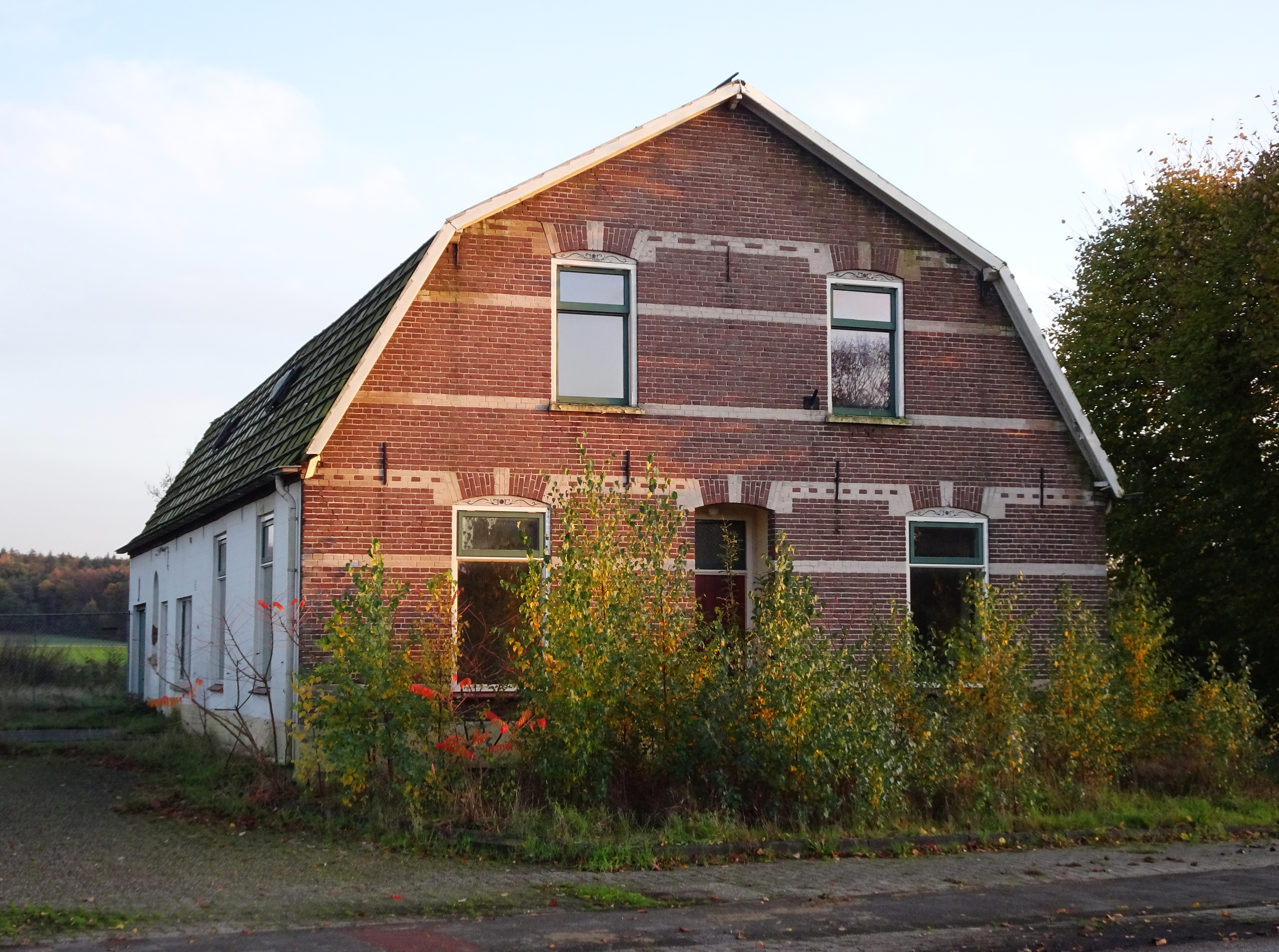
molenaarswoning aan de Doetinchemse weg
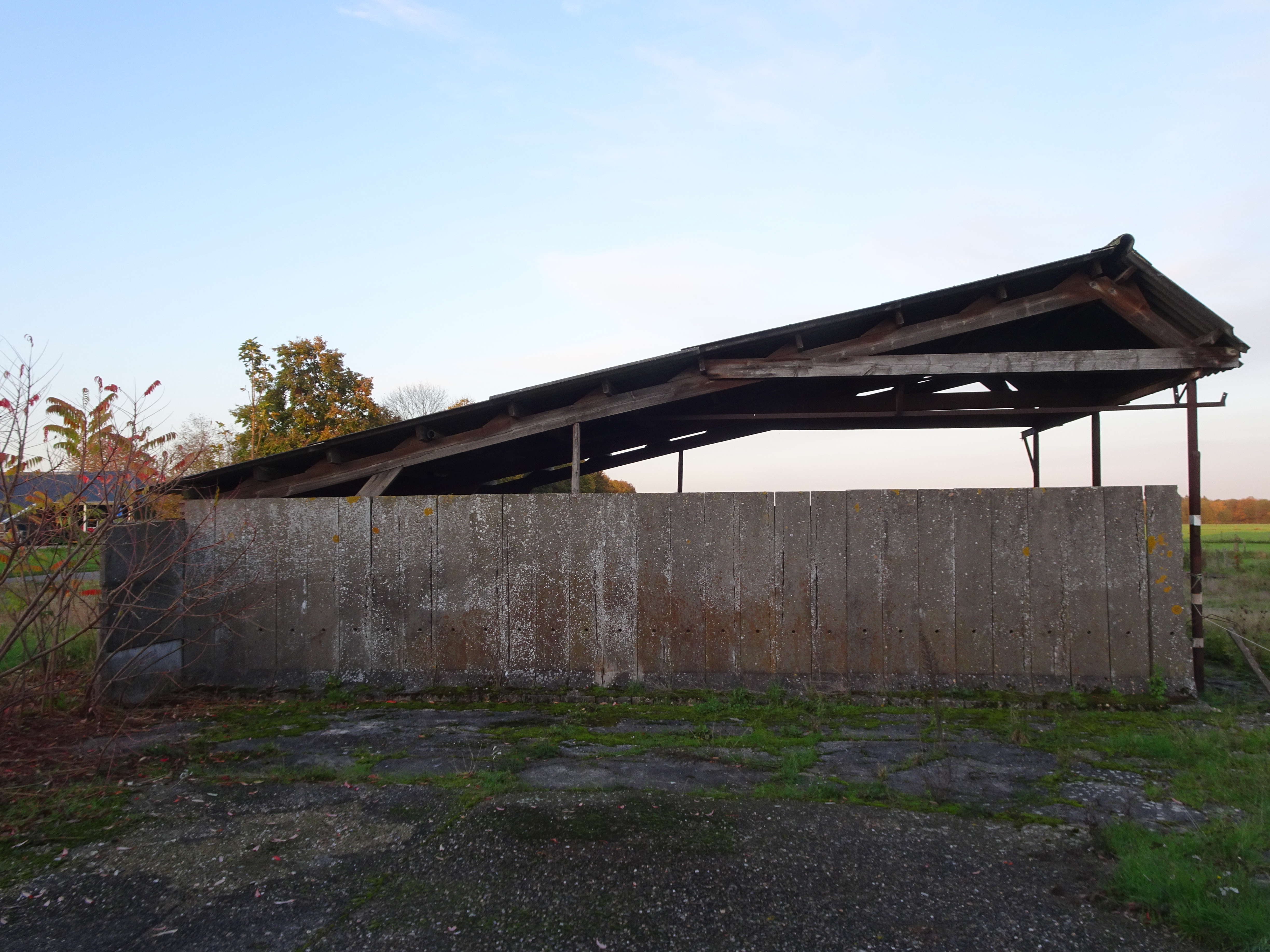
kapschuur op het erf
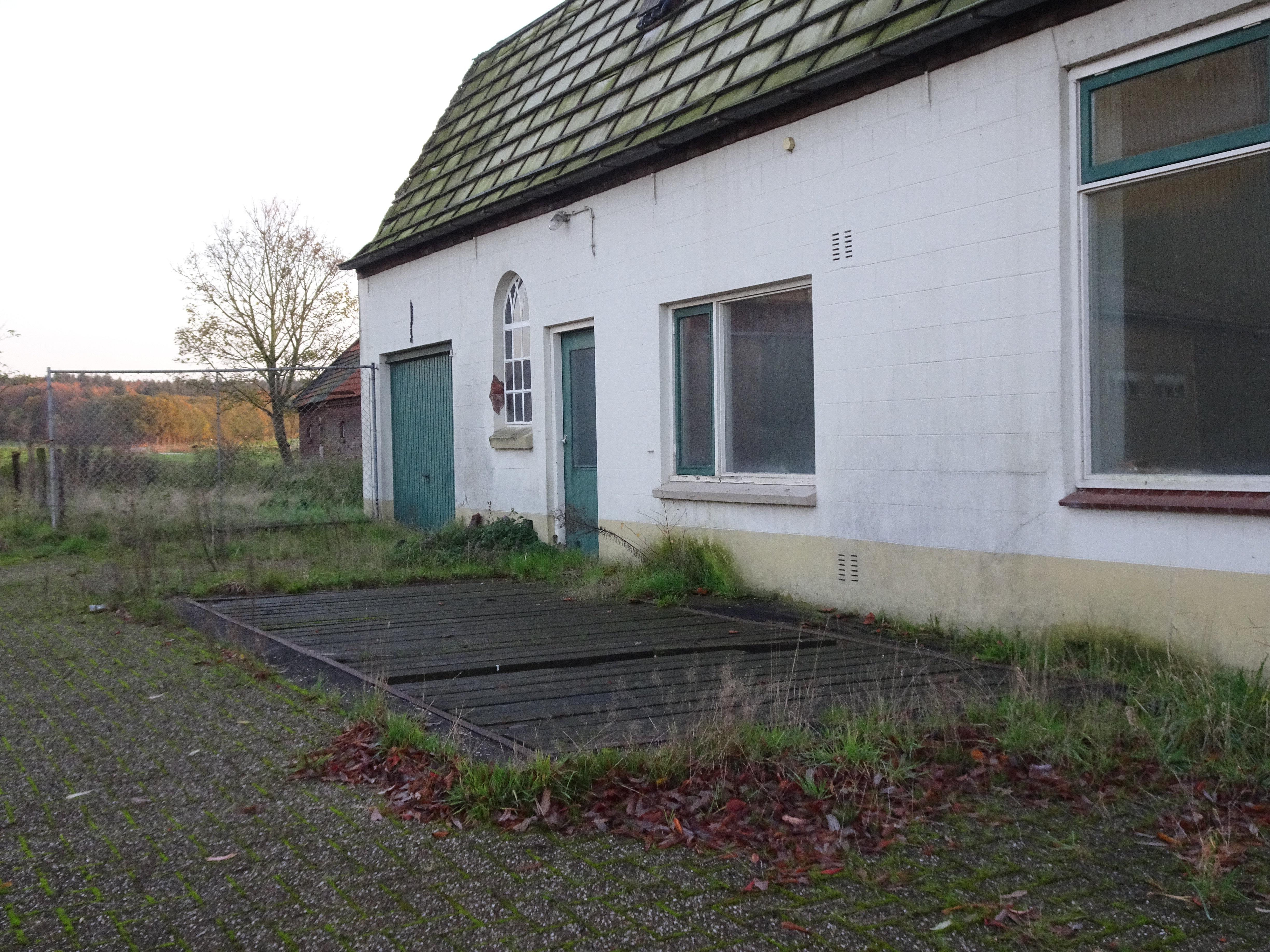
weegbrug aan de oprit
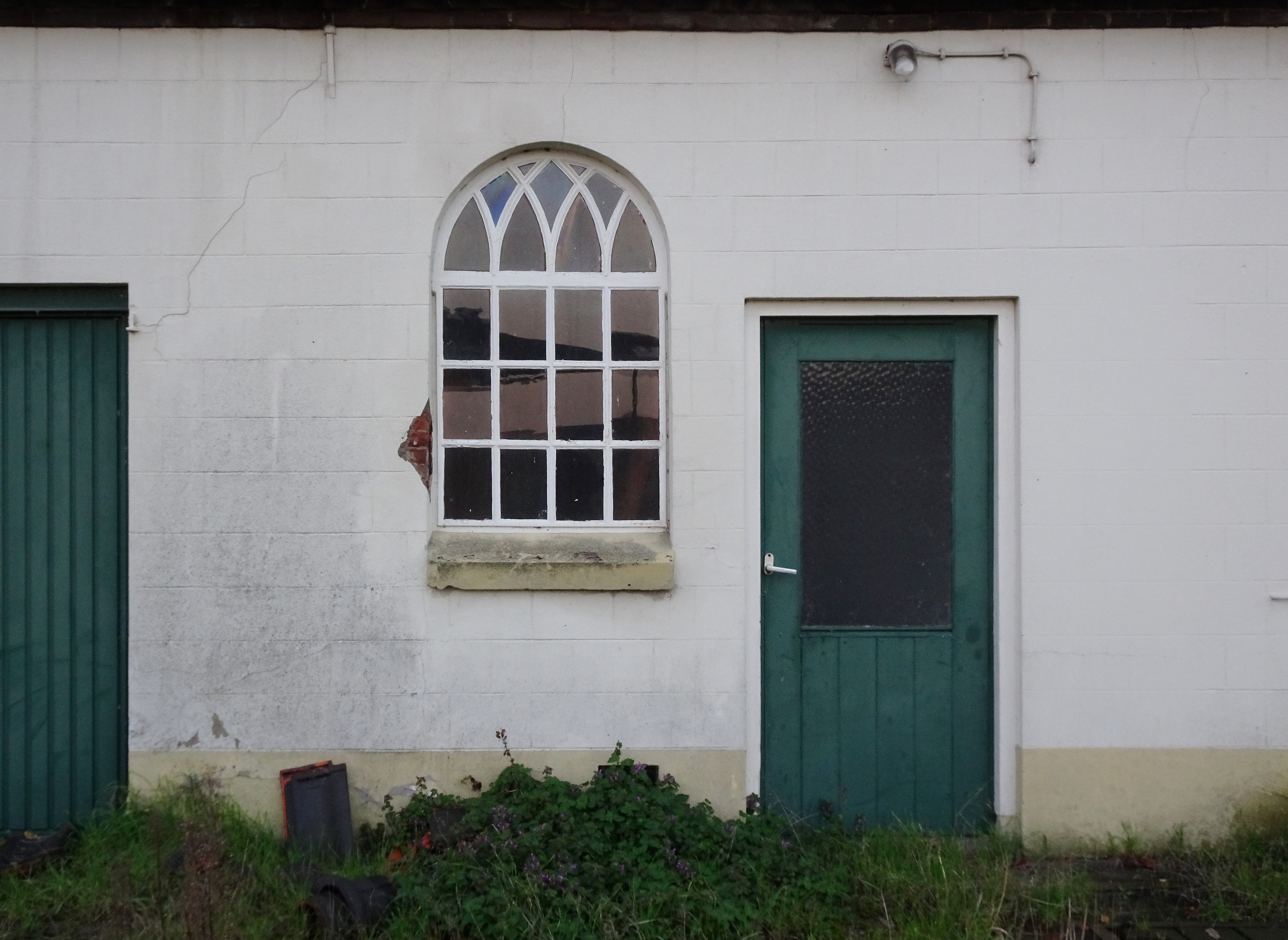
raam en deur bij de weegbrug
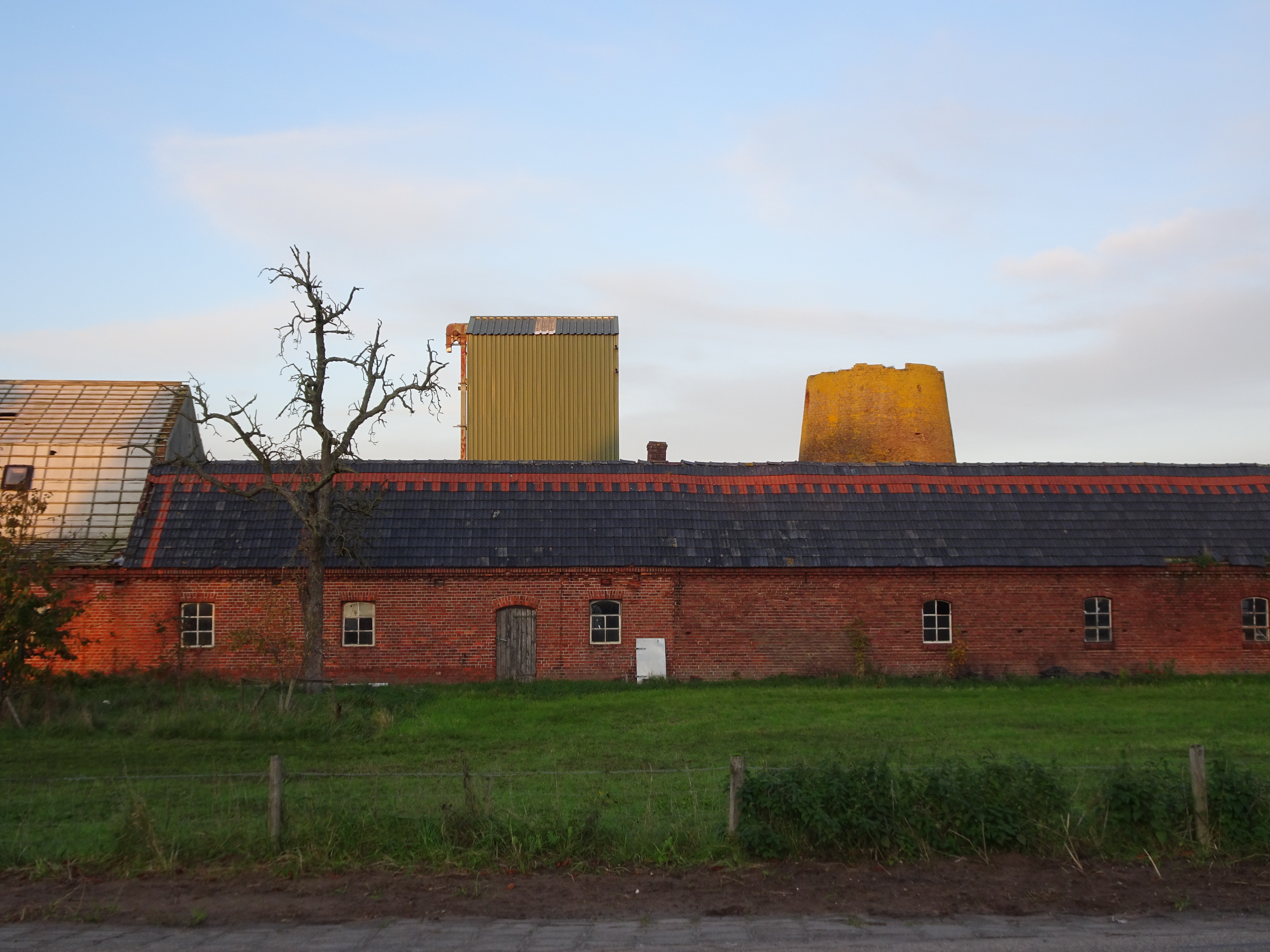
stalgebouw aan Berkenlaan